# Dasyscyphus
Dasyscyphus Nees ex Gray – rodzaj grzybów z rodziny Lachnaceae.

## Systematyka i nazewnictwo
Pozycja w klasyfikacji według Index Fungorum
Lachnaceae, Helotiales, Leotiomycetidae, Leotiomycetes, Pezizomycotina, Ascomycota, Fungi.
Takson ten utworzyli Christian Gottfried Daniel Nees von Esenbeck i Samuel Frederick Gray w 1821 r. Lektotyp: Dasyscyphus virgineus
Gatunki wstępujące w Polsce
- Dasyscyphus albidoroseus (Rehm) Dennis 1949
- Dasyscyphus spadiceus (W. Phillips) Massee 1895
- Dasyscyphus sydowii Dennis 1949

Nazwy naukowe na podstawie Index Fungorum. Wykaz gatunków według M.A. Chmiel (podane jako Lachnum)